# Gouvernement Milei
République argentine
Gouvernement Alberto Fernández 
Le gouvernement Milei est le gouvernement d'Argentine à partir du 10 décembre 2023, dont le président est Javier Milei.
Il se met en place à la suite de la victoire inattendue du candidat libertarien Javier Milei aux élections argentines fin 2023, récoltant 29,9 % des voix au premier tour et 55,7 % des voix au second.
Le gouvernement émet dès le début toute une série massive de mesures afin de dévaluer le peso, de réaliser des coupes budgétaires et de déréguler les marchés.
Un an après son arrivée au pouvoir, les résultats du gouvernement Milei sont discutés : l'inflation et le déficit commercial ont été épongés et ses mesures permettent de réaliser un excédent budgétaire pour la première fois en 16 ans, mais l'année 2024 essuie une forte récession et de vives tensions sociales alimentées par une forte élévation de la pauvreté argentine.

## Contexte
Candidat à l’élection présidentielle de 2023, Javier Milei présente un « plan tronçonneuse » visant à massivement diminuer les dépenses publiques : son projet comprend la suppression de plusieurs ministères (Éducation, Santé, Travaux publics et Développement social, Femmes), la libéralisation du port d'armes pour les civils et du commerce d'organes,. Sa colistière Victoria Villarruel, candidate à la vice-présidence, est négationniste des crimes de la dictature. C'est sa sœur Karina Milei, de deux ans sa cadette, qui contrôle l'ensemble de sa campagne, de l’organisation des meetings jusqu’à la composition de l’entourage.
À la surprise générale, Javier Milei arrive largement en tête des primaires de l'élection présidentielle, le 13 août 2023, avec 29,86 % des voix. Après ce scrutin, ses déclarations virulentes à l'encontre du peso argentin et ses appels à ne pas épargner ou faire de placements en monnaie nationale provoquent la chute du peso.
Le 22 octobre 2023, il arrive en ballottage défavorable avec 29,99  % des voix au premier tour du scrutin présidentiel, face au centriste Sergio Massa, soutenu par la coalition péroniste (36,78  %). Il s'allie alors avec la droite traditionnelle en vue du second tour, alors qu'il avait jusqu'alors fondé sa campagne sur le rejet de la « caste » politique. Cette alliance est vécue comme une trahison par une partie de sa coalition et onze députés annoncent dans la foulée quitter La liberté avance,.
Alors que les sondages annonçaient un duel serré, Javier Milei l'emporte finalement avec 55,7 % des voix exprimées, le 19 novembre. Sergio Massa reconnaît sa défaite et félicite son adversaire.

## Historique

### Formation
Après l'élection de Javier Milei, ce dernier se rapproche encore davantage de l'ancien président Mauricio Macri et de l'ancienne ministre Patricia Bullrich, de Proposition républicaine (PRO), qui l'ont soutenu au second tour,. Au sein de son gouvernement, il nomme Bullrich elle-même et Luis Caputo (es), tous deux déjà ministres dans le gouvernement de Macri,. Cette nomination de deux figures de Proposition républicaine (PRO) interroge sur le soutien du parti, qui se déchire en interne, la ministre Bullrich prévoirait de constituer un groupe du PRO en faveur du gouvernement de Milei.

### Politique intérieure
Tout de suite après son investiture, le gouvernement Milei annonce la dévaluation du peso de 50 % passant de 400 pesos pour 1 dollar à 800 pesos pour 1 dollar. Cette dévaluation s'opère dans un contexte d'une très forte inflation, ainsi que d'un cours du peso sur le marché noir qui peut atteindre parfois les 1 000 pesos pour 1 dollar. En parallèle, le gouvernement annonce un arrêt des dépenses de travaux sur les infrastructures et une baisse des subventions sur l'énergie et le transport équivalentes à 20 milliards de dollars, soit 5 % du produit intérieur brut (PIB). L'ajustement « pèsera presque entièrement sur l'État et non sur le secteur privé », précise le président,.
Peu de temps après, le gouvernement annonce adopter par décret une série massive de dérégulations, avec près de 300 mesures concernées. Puis fin décembre 2023, il annonce une nouvelle série de réformes comprenant 664 articles. Le DNU (Décret National d'Urgence) comprend, entre autres, la dérégulation du marché immobilier, en particulier la fin de l'encadrement des loyers. Un mois après sa promulgation, le nombre de logements disponibles double à Buenos Aires et les prix chutent de 20 %.
Au premier trimestre 2024, l'Argentine dégage un excédent budgétaire pour la première fois depuis 2008 sous les effets de la « thérapie de choc » du gouvernement Milei. L'excédent de 275 milliard de pesos — 309 millions de dollars au taux officiel, équivalent à 0,2 points de PIB — amène le président à le qualifier d'« exploit historique ». Le déficit avait été de 5,2 points de PIB l'année précédente,.
En mars 2024, la tension sociale augmente sensiblement dans le pays à la suite de ces mesures d'austérité massives dont par exemple une forte augmentation des prix des transports en commun. En avril 2024, des centaines de milliers de personnes manifestent contre les mesures d'austérité du gouvernement Milei, notamment vis à vis des universités, dont le budget n'est pas augmenté malgré l'inflation importante de près de 200 % annuellement, induisant des coupes budgétaires à tous les postes pour les universités.
Entre décembre 2023 et juin 2024, environ 25 000 emplois publics sont supprimés ; près de 300 suppressions d'emplois touchent l'Instituto Nacional de Cine y Artes Audiovisuales et près de 85 % des emplois de l'ancien ministère des femmes sont supprimés.
En juin 2024, un scandale de non-distribution d'aide alimentaire éclate après des reportages montrant cette aide en train de pourrir sans être distribuée, car le gouvernement s'oppose à la distribution alimentaire par des associations, alors que la crise économique s'aggrave dans le pays. Le même mois, le train de réformes d'austérité budgétaire est validé par la parlement dans un contexte de crise économique, mais celui-ci a permis une forte réduction de l'inflation.
En décembre 2024, l'accès aux médicaments essentiels redevient payant pour les retraités affiliés à la sécurité sociale. Cette gratuité avait été mis en place sous le gouvernement précédent d'Alberto Fernández.
Un an après l'élection, les mesures économiques de Javier Milei sont discutées,,,,. L'inflation, point central du programme du gouvernement, est réduite d'un taux mensuel de 25 % en décembre 2023 à moins de 3 % en décembre 2024, ; l'inflation annuelle est quant à elle réduite de moitié. Les mesures ont également permis d'enregistrer pour la première fois depuis 14 ans un excédent budgétaire, redonnant confiance aux marchés. La récession entamée en décembre est de 2,2 % au premier trimestre 2024, mais le PIB finit par croître au troisième trimestre, laissant un recul annuel net de 3,5 % selon le FMI,. Toutefois, ces mesures entraînent une chute de la consommation et une importante perte d'emplois tant dans le secteur public que privé, faisant craindre l'absence d'un redémarrage de l'économie. Par ailleurs, au premier semestre 2024, le taux de pauvreté passe de 44,7 % à 55,5 %, la pauvreté extrême passe de 13,8 % à 19,4 %,, et 73,3 % de la population vit dans une situation de pauvreté ou de « quasi-pauvreté » ; certains experts avertissent de l'apparition d'une « pauvreté structurelle »,. L'Argentine enregistre également un excédent de sa balance commerciale du fait d'une forte baisse des importations et de la dévaluation de sa monnaie.
Le 19 décembre 2024, le ministère du Capital Humain publie la dernière estimation du taux de pauvreté, pour le troisième trimestre 2024, selon l'institut statistique national INDEC, à 38,9 % (contre 38,6 % au 3T 2023, et 45,2 % sur le dernier trimestre 2023). L'Université catholique argentine la situe plutôt à 49,9 % au dernier trimestre 2024. D'après le ministère du Capital Humain, au premier semestre 2024, en prenant en compte la pauvreté monétaire et non-monétaire, « 61 % de la population a des problèmes de revenus, de logement, de santé ou d'éducation », soit une hausse de près de six points en un semestre.
En mars 2025, le gouvernement Milei ne renouvelle pas un moratoire qui permettait aux argentins de partir à la retraite à l'âge légal (60 ans pour les femmes et 65 ans pour les hommes) sans avoir cotisé l'entièreté de leurs 30 annuités. Cela induit un rallongement du départ à la retraite pour une large partie de la population féminine (une large partie de la population argentine travaille dans le secteur informel sans cotiser) et réduit de 20 % les retraites des personnes concernées, car un minimum retraite est prévu seulement à partir de 65 ans.
En avril 2025, l'Argentine obtient un prêt du Fonds monétaire international de près de 20 milliards de dollars, qui devrait être suivi d'un prêt ou d'une aide de la Banque interaméricaine de développement de près de 10 milliards de dollars et d'un prêt ou d'une aide de la Banque mondiale de près de 12 milliards de dollars.

## Composition
| Image | Fonction                                                                                          | Nom | Nom                                                           | Parti    |
| ----- | ------------------------------------------------------------------------------------------------- | --- | ------------------------------------------------------------- | -------- |
|       | Président                                                                                         |     | Javier Milei                                                  | PL (LLA) |
|       | Vice-présidente                                                                                   |     | Victoria Villarruel                                           | PD (LLA) |
|       | Chef de cabinet des ministres                                                                     |     | Nicolás Posse (jusqu'au 27/05/2024)                           | LLA      |
|       | Chef de cabinet des ministres                                                                     |     | Guillermo Francos (es)                                        | LLA      |
|       | Ministère de la Dérégulation et de la transformation de l'Etat                                    |     | Federico Sturzenegger (poste créé le 05/07/2024)              | LLA      |
|       | Ministre des Relations extérieures, du Commerce International et du culte (MINREX ou Cancilleria) |     | Gerardo Werthein                                              | LLA      |
|       | Ministre de la Défense                                                                            |     | Luis Petri (es)                                               | UCR      |
|       | Ministre de l'Économie                                                                            |     | Luis Caputo (es)                                              | PRO      |
|       | Ministre des Infrastructures                                                                      |     | Guillermo Ferraro (Poste supprimé depuis le 05/03/2024)       | LLA      |
|       | Ministre de l'Intérieur                                                                           |     | Guillermo Francos (es) (Poste supprimé depuis le 27/05/2024 ) | LLA      |
|       | Ministre de la Sécurité                                                                           |     | Patricia Bullrich                                             | PRO      |
|       | Ministre de la Justice                                                                            |     | Mariano Cúneo Libarona (es)                                   | Indép.   |
|       | Ministre du Capital humain                                                                        |     | Sandra Pettovello                                             | UCEDE    |
|       | Ministre de la Santé                                                                              |     | Mario Russo (jusqu'au 26/09/2024) Mario Iván Lugones (es)     | Indép.   |